# Fördraget i Bocca Tigris
Fördraget i Bocca Tigris ingicks den 8 oktober 1843 i Bocca Tigris mellan Qingdynastins Kina och Storbritannien, och var ett tillägg till Freden i Nanking 1842.
Fördraget slog fast tullavgifterna för olika varor som te, silke, bomull, ullvaror, metaller, elfenben och alkoholhaltiga drycker. Dessutom innehöll det den en så kallad mest-gynnad-nations-klausul som innebar att Storbritannien kunde göra anspråk på varje rättighet som Kina tilldelat en annan nation. Brittiska undersåtar blev också underställda det egna landets konsularjurisdiktion.
- Wikisource har originalverk som rör Fördraget i Bocca Tigris.